# Jan Van Lierde (illustrator)
Jan van Lierde (Herentals, 1971) is een Belgisch illustrator en animator.

## Biografie
Hij studeerde animatiefilm aan het Rits te Brussel en werkte vervolgens aan enkele projecten als animator.
Zo werkte hij mee aan de serie "help" van Varga studio en "Alexander" van Ketnet. Ook met het productiehuis Kanakna aan "Steven in Europa".